# Le Candidat
Le Candidat ist ein französischer Politthriller von Niels Arestrup aus dem Jahr 2007.

## Inhalt
In einem westeuropäischen Land, kurz vor den Präsidentschaftswahlen. Einer der beiden Bewerber hat soeben seine Kandidatur wegen einer akuten Krebserkrankung zurückgezogen. Die Partei hat sich in letzter Minute auf Michel Dedieu als Ersatzmann geeinigt, der jetzt auf seinem Landsitz für das neue Amt und für die entscheidende Fernsehdebatte vor dem Wahltermin vorbereitet werden soll. Mit ihm sind seine Frau, Parteifunktionäre, einige auch mit Ehefrau, Journalisten, eine Imageberaterin und Videospezialistin, Dienst- und Wachpersonal.
Dedieu geht jedes Charisma ab, er wirkt verschlossen, schüchtern, linkisch und distanziert. Er hat eine schlechte Presse und weckt keine Sympathien bei der Wählerschaft. Aber auch seine Entourage scheint nicht von ihm überzeugt zu sein, seine Frau lässt ihn fallen, die Medienberaterin ist eine schüchterne Anfängerin, und die Parteigenossen sind ihm alles andere als wohlgesonnen. Der einflussreiche Strippenzieher im Hintergrund ist Georges, die graue Eminenz der Partei.
Dedieus Image soll an diesem Wochenende in einem Schnellverfahren aufpoliert werden. Journalisten und Fotografen wimmeln wegen einer Homestory durch das Haus. Fügt sich Dedieu zunächst seiner Equipe, die an einem medientauglichen Image herumbastelt, so geht er im Lauf der Woche immer mehr auf Distanz. Nach einem Herzanfall deutet der behandelnde Arzt seine Zweifel an der Krebserkrankung des ursprünglichen Kandidaten an. Dedieu kommt der Verdacht, dass es beim Rücktritt seines Vorgängers nicht mit rechten Dingen zugegangen ist, und dass er sich in einer undurchschaubaren politischen Intrige befindet.
In der finalen Fernsehdebatte verwirft er schließlich die vorgegebenen Statements und formuliert seine politischen Ziele mit seinen eigenen Worten.

## Produktion und Veröffentlichung
Der Film wurde von ADR Productions, France 3/cinema und Canal+ produziert. Das Budget betrug 2.500.000 €. Es ist der erste und bisher einzige Langfilm, in dem Arestrup Regie geführt hat. Drehorte waren neben Paris die Orte Orveau, Bouville im Département Essonne, Crécy-la-Chapelle, Tigeaux, Villepreux, das Val-d’Oise und Génicourt.
Die Filmmusik komponierten Sébastien Souchois unter Mitarbeit von Olivier Innocenti und Christophe Oger. Souchois arrangierte außerdem die Stücke und spielte sie ein mit einem Ensemble aus Streichquartett und Rhythmusgruppe (Piano, Schlagzeug, Kontrabass).
Premiere in Frankreich war am 16. März 2007 am Festival de cinéma Européens en Pays de la Loire, Mamers en Mars. Am 11. April 2007 kam er in die französischen Kinos, d. h. wenige Wochen vor den Präsidentschaftswahlen in Frankreich am 6. Mai 2007. Danach wurde er auf dem Bratislava French-Language Film Festival und 2008 am Copenhagen International Film Festival gezeigt.
2007 produzierte Pyramide Distribution eine DVD in französischer Sprache mit Bonusmaterial, u. a. mit einem Kurzfilm von Isabelle Le Nouvel mit ausführlichen Kommentaren von Arestrup und Attal (ca. 20 Minuten).

## Kritik
In der französischen Presse erhielt der Film durchweg positive Kritiken. Was an dem Film fasziniere, sei die Art, wie der Cinéaste [d. i. Arestrup] seine reiche Erfahrung als Theaterakteur nutze, um ein sehr persönliches Kino-Universum zu schaffen, gleichermaßen vertraut mit Theaterinszenierungen wie mit Referenzen auf ein bestimmtes amerikanisches Kino, Die Unbestechlichen oder Der Marathon-Mann beispielsweise, so das französische Filmportal criticat.
Thomas Messias von Slate France nennt Le Candidat „das Wunder eines politischen Films“, ein Film, der aufrüttele, der sich aus den Verliesen der Macht speise, ohne jegliche Illusionen, der einem heftig in die Glieder fahre.

Das Schweizer Nachrichtenportal Vingt minutes empfahl Le Candidat seinen Lesern anlässlich der Präsidentschaftswahlen in den USA 2020. Dieser Film verdiene es in jeder Beziehung, wiederentdeckt zu werden, „so gut ist er gemacht“.